# Ebensee am Traunsee
Ebensee am Traunsee est une ville autrichienne située au sud du Traunsee, à environ 90 kilomètres au sud de Linz. Sa population est d'environ 7 800 habitants en 2016.

## Histoire
L'histoire d'Ebensee est marquée par l'installation du Camp de concentration d'Ebensee, une annexe du Camp de concentration de Mauthausen. Des milliers de déportés y ont travaillé à la construction de tunnels dans les montagnes, dans le but de recherches scientifiques en balistique. L'endroit abrite à présent un musée et les tunnels peuvent être visités.

## Industrie
Ebensee est un important lieu de production de sel.

## Tourisme
Le bourg est entouré de lacs pittoresques, le Traunsee, le Langbathsee et l'Offensee.

## Culture
Ebensee est le siège d'un festival de cinéma annuel, le Festival des Nations (Festival der Nationen).

## Sport
La ville accueille la course de montagne du Feuerkogel de 1996 à 2013.

## Jumelage
- Prato (Italie)